# Шамисен
Шамисен или Самисен (三味線, у буквалном преводу значи три жице с укусом), такође познат и као Санген (三絃, у буквалном преводу значи три жице), је традиционални јапански инструмент са три жице, свиран помоћу трзалице - бачи.
Шамисен спада у јапанске окидачке инструменте. Његов облик доста подсећа на гитару или бенџо, користећи врат - сао (棹) и жице развучене преко резонантног тела - до (胴). Шамисен професионалних музичара је обично био пресвучен мачјим крзном, јер се сматрало да такав шамисен прави најквалитетнији звук. Користио се и папир за обложавање; а данас се неретко користи и пластика. Три жице су се обично правиле од свиле, а данас се праве и од најлона. Најнижа жица је „намерно“ спуштена мало ниже како би произвела карактеристичну боју тона познату као савари (овакво зујање жице је доста слично са зујањем ситара, познато и као џивари). Горња страна тела шамисена је скоро увек прекривена заштитом - до каке, а музичари, често носе мало парче тканине - јубикаке на левој руци како би потспешили проклизавање руке нагоре и надоле у делу врата шамисена. 

## Подела
Облик и величина шамисена варирају у зависности од жанра за који је намењен. Тип трзалице - бачи, ће такође зависити од од жанра, уколико се користи при свирању. Примери шамисен жанрова су: џиута, минјо и цугару. Шамисени су класификовани по величини и жанру делећи се на:
- Хосозао - (細棹) - у буквалном превудз уски врат, најчешће се користи за потребе кабуки позоришта током извођења нагаута (長唄) - дуге песме.
- Чузао - (中棹) - у буквалном превудз средњи врат, за класу већи од хосозао и са мало дебљим вратом. Најчешће се коритио за певање џиута (地歌, 地唄, ぢうた) - локалних песама из области Камигата, тадашњег Едо периода. Међутим, чузао се могао користити и у склопу других жанрова.
- Футозао - (太棹) - у буквалном превудз дебели врат, се користио у снажној музици Гидајубуши, музике бунраку позоришта (Џорури Минјо и Цугару-џамисен). Футозао шамисен, цугару-џамисен музике је поприлично нова изум, и знатно је дужи и дебљи од шамисена за примену током нагаута и џиута.

Трзалице - бачи се такође разликују по величини и облику у зависности од жанра. Могу бити направљени од дрвета, пластике и слоноваче. Џиута трзалице могу бити направљене у потпуности од пластике или слоноваче, полу направљене од пластике и полу од корњачиног оклопа - беко или полу направљене од слоноваче и полу од корњачиног оклопа. Џиута трзалице је најлакше распознати јер су најдуже, најшире и имају обично корњачин оклоп на дршци. Жичани праг - кома, се обично прави од слоноваче, костију бивола - шари и корњачиног оклопа.
У кота (小唄) - кратким песмама, шамисен је окидан прстима и најчешће су их изводиле гејше и мајко.
Постоје три начина штимовања шамисена у зависности од жанра. Номенклатура чворова у октави такође варира у зависности од жанра. Постоје три најраспрострањенија начина штимовања а то су: 
- Хончоши (本調子) - базично штимовање, где се прва и последња жица штимују за октаву разлике, док се средња жица штимује да буде једнака четвртој, у односу на прву. Пример Д, Г, Д.
- Ни агари (二上がり) - подигнута друга, где се висина тона друге жице подигне (у односу на хончоши), повећавајући интервал између прве и друге жице на пету (обрнуто, смањујући интервал између друге и треће жице на четврту). Пример Д, А, Д.
- Сан сагари (三下がり) - спуштене три или спуштена трећа, где се штимање шамисена врши на основу хончоши, даље спуштајући трећу жицу (жицу највишег тона) за целу стопу, тако да је инструмент наштиман на четвртине. Пример Д, Г, Ц.